# Nagórki Dobrskie
Nagórki Dobrskie (prononciation : [naˈɡurki ˈdɔbrskʲɛ]) est un village polonais de la gmina de Drobin dans le powiat de Płock de la voïvodie de Mazovie dans le centre-est de la Pologne.
Il se situe à environ 5 kilomètres au sud-est de Drobin (siège de la gmina), 30 kilomètres au nord-est de Płock (siège du powiat) et à 86 kilomètres au nord-ouest de Varsovie (capitale de la Pologne).
Le village compte approximativement une population de 230 habitants en 2006.

## Histoire
De 1975 à 1998, le village appartenait administrativement à la voïvodie de Płock.